# Lee Yun-Yeol
Lee Yun-Yeol (이윤열) (1984-), também conhecido como [Red]NaDa, é um jogador profissional Coreano de StarCraft e jogador de StarCraft 2 que usa a raça Terran. Ele é conhecido por vencer três torneios KPGA consecutivos em 2002, e subsequentemente vencer três OnGameNet Starleagues nos anos que se passaram, adquirindo então o apelido "Genius Terran" ("Gênio Terran"), e tornando NaDa o mais bem sucedido jogador de BroodWar de todos os tempos com um total de 6 grandes títulos. Ele chegou à mais alta pontuação no ranking KeSPA antes dela ser re-escalada, e mantém o recorde de maior tempo no top 30 da KeSPA: 87 meses, de Março de 2002 a Maio de 2009. O segundo jogador é XellOs, com 67 meses, 20 meses aquém do recorde de NaDa. Ele esteve nos times IS, KTF e agora WeMade FOX, antigamente conhecido como Pantech EX e Toona SG.

## Biografia
NaDa primeiramente ficou conhecido quando participou num jogo especial na ITV, onde jogadores amadores enfrentavam profissionais. NaDa era o amador e venceu o profissional, o jogador Chrh. Não muito depois, NaDa surgiu como jogador profissional, vencendo três torneios KPGA em três temporadas consecutivas em um ano. Quando o torneio KPGA se tornou a liga MBCGame StarCraft, os torneios KPGA foram igualados com vitórias de MSL, resultando em NaDa recebendo uma medalha de ouro, um prêmio dado a quem vence três MSLs. NaDa melhorou o número de vitórias KPGA ao vencer a Panasonic OnGameNet Starleague.
Depois, NaDa entrou em crise; apesar de ter continuado a ser um jogador forte e conseguiu segundo ou primeiro lugar em várias ligas e torneios, NaDa não venceu um MSL ou OSL até a IOPS OnGameNet Starleague em 2004-2005. Entretanto, não muito depois NaDa entrou no período mais escuro de sua carreira. Em 18 de Julho de 2005, FiFo reportou que o pai de NaDa teria sido morto em um acidente de carro. Um motorista bêbado fez uma curva proibida e colidiu com o pai de NaDa. NaDa deixou seu time por dois meses para lidar com a perda.
Quando NaDa enventualmente retornou, ele iniciou sua longa jornada até o topo. O retorno de NaDa se tornou um dos mais impressionantes retornos na história do BroodWar, quando em Dezembro de 2007 NaDa estava novamente no 1° lugar no ranking KeSPA; haviam se passado dois anos e cinco meses desde que perdeu a posição em Julho de 2004; nenhum outro jogador profissional conseguiu retornar à 1° posição depois de um período tão longo. A volta de NaDa culminou em sua vitória na 2° ShinHan Bank OnGameNet Starleague de 2006. Em uma entrevista, NaDa dedicou a vitória ao pai, dizendo "Sim, é minha primeira vitória numa final com minha mãe sentada na audiência. Mas, para essa mesma vitória, eu dedico tudo à meu pai, apesar de ele não estar presente. A partir de agora, eu darei o melhor de mim pela minha mãe."
A vitória de NaDa não somente foi importante por causa do seu retorno, mas também porque como foi o terceiro título OSL, NaDa se tornou o primeiro jogador na história a ganhar o troféu OSL "Golden Mouse" ("Mouse de Ouro"), e talvez ainda mais importante porque foi o sexto grande título de NaDa, fazendo-o passar iloveoov com cinco títulos, e o tornando o jogador mais bem sucedido até hoje. Depois de sua vitória, NaDa se tornou o primeiro jogador desde BoxeR em 2001 a chegar à final de um OSL imediatamente após vencê-lo; entretanto, NaDa foi derrotado por sAviOr nas finais da 3° ShinHan Bank OnGameNet Starleague por 3 a 1.
Em 2007, NaDa assinou um contrato de três anos com WeMade FOX por aproximadamente 690,000 dólares.
Em 2010, depois de seu contrato com WeMade FOX expirar, NaDa anunciou suas intenções de mudar para StarCraft 2. Depois da mudança, NaDa rapidamente se tornou um dos grandes nomes na cena do StarCraft 2, competindo na 2° temporada do GSL, avançando às quartas-de-final antes de ser derrotado por BoxeR. Na temporada seguinte, NaDa alcançou as quartas-de-final novamente, mas foi vencido por MarineKingPrime por 4x0. Em 15 de Julho de 2011, SK Gaming anunciou uma parceria com o time Old Generations (oGs), permitindo que NaDa e seu colega, MC, fossem patrocinados para participar de eventos internacionais representando a organização. A parceria entre o Old Generations e a SK Gaming terminou em 13 de Janeiro de 2012, com NaDa permanecendo no oGs enquanto MC permaneceu no SK, até seu contrato expirar no fim de Janeiro.
Foi anunciado que em 20 de Novembro de 2011, NaDa estaria realizando seu sonho em se tornar CEO ao abrir sua própria loja online, a NaDa Mall, que vende equipamentos profissionais para jogos.
Em 16 de Fevereiro de 2012, NaDa entrou para o time compLexity.

## Maiores Realizações (StarCraft)
- 2009 e-Stars Seoul StarCraft Heritage League - 2° lugar
- 2007 Shinhan Bank OnGameNet Masters - vencedor
- 2006-2007 3rd ShinHan Bank OnGameNet StarLeague - 2° lugar
- 2006 2° ShinHan Bank OnGameNet StarLeague - vencedor
- 2005 Snickers All-Star League - 2° lugar
- 2004-2005 IOPS Ongamenet Starleague - vencedor
- 2004 You Are the Golf King MBCGame StarLeague - 2° lugar
- 2004 KT-KTF Premier League - 3° lugar
- 2004 HanaFOS CEN Game MBCGame Starleague - 2° lugar
- 2004 KT-KTF Premiere League 통합 Championship - vencedor
- 2003 2° TGSambo (TriGem) MBCGame Starleague - 3° lugar
- 2003 Hotbreak OnGameNet Masters - vencedor
- 2003 Stout MBCGame Starleague - 2° lugar
- 2003 Ting KBC Super Game Show Tournament - 3° lugar
- 2003 GhemTV FindAll Challenger Open Starleague - 2° lugar
- 2003 KTF Bigi Four Kings Battle - 2° lugar
- 2002-2003 KTEC KPGA Winners Championship - 3° lugar
- 2003 1st GhemTV StarLeague - vencedor
- 2002-2003 Panasonic OnGameNet Starleague - vencedor
- 2002 Baskin Robbins KPGA Tour 4th League - vencedor
- 2002 Pepsi Twist KPGA Tour 3rd League - vencedor
- 2002 Reebok KPGA Tour 2° League - vencedor
- 2002 iTV Ranking 4th League - vencedor
- 2002 1st GhemTV StarLeague - 3° lugar
- 2001 Magic Station Network Gaming Tournament - vencedor
- 2001-2002 iTV Ranking 3rd League - vencedor